# Ratan Tata
Ratan Naval Tata (Bombaim, 28 de dezembro de 1937 - 9 de outubro de 2024) foi um industrial indiano que atuou como presidente do Grupo Tata de 1990 a 2012 e presidente interino de outubro de 2016 a fevereiro de 2017. Ele continuou a liderar seus fundos de caridade até sua morte.

## Vida
Herdeiro de Jamsetji Tata, fundador do império Tata e praticante do zoroastrismo, é dono da empresa familiar Grupo Tata que em 2006 teve um faturamento de vinte dois bilhões de dólares. Sua fortuna pessoal está estimada em trezentos milhões de dólares, sendo assim um dos homens mais ricos da Índia.
Tata morreu em 9 de outubro de 2024, aos 86 anos, em Bombaim.

## Carreira

### Primeiros anos
Em 1961, Tata conheceu o arquiteto A. Quincy Jones, que passou 3 semanas como crítico de arquitetura em Cornell. Depois de concluir Cornell, Tata juntou-se brevemente a Jones em sua empresa Jones & Emmons em Los Angeles. Enquanto Tata planejava se estabelecer em Los Angeles, ele foi chamado de volta à Índia por sua avó.
Depois de retornar à Índia, a Tata recebeu uma oferta da IBM. JRD pediu à Tata que enviasse currículo ao Tata Group e se juntasse ao Tata Group em vez de trabalhar para a IBM. Tata começou como estagiário de gestão no Tata Group em 1962. Sua primeira missão foi na TELCO (agora Tata Motors) em Jamshedpur.

### Anos posteriores
Na década de 1970, Ratan Tata recebeu um cargo gerencial no grupo Tata. Ele alcançou o sucesso inicial transformando a subsidiária National Radio and Electronics (NELCO), apenas para vê-la entrar em colapso durante uma desaceleração econômica. Em 1991, J. R. D. Tata deixou o cargo de presidente da Tata Sons, nomeando-o seu sucessor. Inicialmente, a Tata enfrentou forte resistência dos chefes de várias subsidiárias, que tinham uma grande liberdade operacional sob o mandato da Tata sênior. Em resposta, a Tata implementou uma série de políticas destinadas a consolidar o poder, incluindo a implementação de uma idade de aposentadoria, fazendo com que as subsidiárias se reportassem diretamente ao escritório do grupo e exigindo que as subsidiárias contribuíssem com seu lucro para a construção da marca do grupo Tata. A Tata priorizou a inovação e delegou muitas responsabilidades aos talentos mais jovens.  Sob sua liderança, as operações sobrepostas entre as subsidiárias foram simplificadas em operações em toda a empresa, com o grupo saindo de negócios não relacionados para enfrentar a globalização.

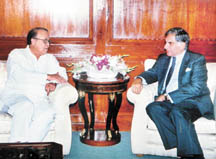
Ratan Tata (right) in Bangladesh, 2005

Durante os 21 anos em que a Tata liderou o Grupo Tata, a receita cresceu mais de 40 vezes e o lucro mais de 50 vezes.  Quando ele assumiu a empresa, as vendas compreendiam predominantemente as vendas de commodities, mas no final de seu mandato, a maioria das vendas vinha de marcas. Ele fez com que a Tata Tea adquirisse a Tetley, a Tata Motors adquirisse a Jaguar Land Rover e a Tata Steel adquirisse a Corus. Essas aquisições reposicionaram a Tata de um grupo amplamente centrado na Índia em um negócio global, com mais de 65% das receitas provenientes de operações e vendas internacionais.
Ele também conceituou e liderou o desenvolvimento do carro Tata Nano após o grande sucesso do Diesel Tata Indica, que ajudou a colocar os carros a um preço ao alcance do consumidor indiano médio. Desde então, a Tata Motors lançou o primeiro lote de veículos elétricos Tigor de sua fábrica de Sanand em Gujarat, que a Tata descreveu como "avanço rápido do sonho elétrico da Índia".
Ao completar 75 anos, Ratan Tata renunciou aos seus poderes executivos no grupo Tata em 28 de dezembro de 2012. Uma crise de liderança que se seguiu sobre sua sucessão atraiu intenso escrutínio da mídia. O conselho de administração e a divisão jurídica da empresa se recusaram a nomear seu sucessor, Cyrus Mistry, parente da Tata e filho de Pallonji Mistry, do Shapoorji Pallonji Group, que era o maior acionista individual do grupo Tata. Em 24 de outubro de 2016, Cyrus Mistry foi removido do cargo de presidente da Tata Sons e Ratan Tata foi nomeado presidente interino. Um comitê de seleção, que incluía Tata como membro, foi formado para encontrar um sucessor. Em 12 de janeiro de 2017, Natarajan Chandrasekaran foi nomeado presidente da Tata Sons, função que assumiu em fevereiro de 2017. Em fevereiro de 2017, Mistry foi removido do cargo de diretor da Tata Sons. O Tribunal Nacional de Apelação de Direito Societário concluiu mais tarde, em dezembro de 2019, que a remoção de Cyrus Mistry como presidente da Tata Sons era ilegal e ordenou que ele fosse reintegrado. Na apelação, a Suprema Corte da Índia confirmou a demissão de Cyrus Mistry.
Tata também investiu em várias empresas com sua própria riqueza. Ele investiu no Snapdeal – um dos principais sites de comércio eletrônico da Índia. Em janeiro de 2016, ele investiu na Teabox, uma vendedora premium de chá indiano online, e na CashKaro.com, um site de cupons de desconto e cashback. Ele fez pequenos investimentos em empresas em estágio inicial e avançado na Índia, como INR 0.95 Cr em Ola Cabs. Em abril de 2015, foi relatado que a Tata havia adquirido uma participação na startup chinesa de smartphones Xiaomi. Em 2016, ele investiu na Nestaway, um portal imobiliário online que mais tarde adquiriu a Zenify para iniciar o portal online de imóveis e cuidados com animais de estimação, Dogspot. A Tata também lançou a startup de companheirismo da Índia para idosos, Goodfellows, em uma tentativa de incentivar amizades intergeracionais.